# Conus clerii
Conus clerii é uma espécie de gastrópode da família Conidae. Endêmica do Brasil, onde pode ser encontrada nos estados do Rio de Janeiro, São Paulo, Paraná, Santa Catarina e Rio Grande do Sul.